# Elias Prado
Elias Ximenes do Prado, também conhecido como Elias Prado, (Sobral, 4 de maio de 1925 – Fortaleza, 23 de abril de 2024) foi um agropecuarista, corretor de imóveis e político brasileiro, outrora prefeito de Parnaíba e três vezes deputado estadual pelo Piauí.

## Dados biográficos
Filho de Vicente Nascimento do Prado e Maria de Lourdes Prado. Cursou o Ensino Propedêutico na Escola Técnica da União Caixeiral de Parnaíba, graduando-se como guarda-livros. Agropecuarista e corretor de imóveis, candidatou-se a vereador de Parnaíba via UDN em 1954, sendo eleito em 1958 e 1962. Opositor do Regime Militar de 1964, perdeu a eleição para prefeito de Parnaíba via MDB em 1970, contudo sagrou-se vitorioso em 1972. Eleito deputado estadual em 1978, transitou do PTB ao PMDB com o retorno do pluripartidarismo, renovando o mandato nesta última legenda em 1982. Recebeu o título de cidadão piauiense em 1984. Contrário à coligação entre seu partido e o PDS de Lucídio Portela visando às eleições de 1986, integrou uma dissidência partidária que abrigou-se no PDT, não se elegendo deputado federal no respectivo ano.
Pai do economista Elias Ximenes do Prado Júnior, que faleceu no exercício mandato de deputado estadual pelo PDT, razão pela qual seu pai elegeu-se deputado estadual em 2002. Posteriormente, ajudou a fundar no Piauí o PTdoB, do qual foi o primeiro presidente regional.
Faleceu na capital cearense, onde fazia um tratamento contra a pneumonia.